# Saison 4 du Bureau des légendes
 (octobre 2018).
Si vous disposez d'ouvrages ou d'articles de référence ou si vous connaissez des sites web de qualité traitant du thème abordé ici, merci de compléter l'article en donnant les références utiles à sa vérifiabilité et en les liant à la section « Notes et références ».
Chronologie
Saison 3 Saison 5
Cet article présente les résumés des épisodes de la quatrième saison de la série télévisée française Le Bureau des légendes.

## Résumé de la saison
Malotru est à Moscou où il est approché par le FSB. Il aimerait rentrer en France, notamment pour revoir sa fille, sans savoir comment faire.
Marina Loiseau est également à Moscou, en tant que chercheuse en sismologie. Sur le campus, elle fréquente le bar où se retrouvent notamment les hackers du centre 21.
À Paris, JJA met en place une enquête interne, menée par Liz Bernstein, dans le bureau des légendes, qu'il soupçonne d'être sous l'influence de Malotru, qu'il juge toxique.
En Syrie, Jonas, protégé par Jean-Paul, traque des djihadistes français qui ont pour nom de code « Iode » suivi d'un chiffre.

## Distribution

### Rôles principaux
- Mathieu Kassovitz : Guillaume Debailly (Paul Lefebvre / Malotru), agent renégat de la DGSE
- Sara Giraudeau : Marina Loiseau (Rocambole dans la saison 4, auparavant Phénomène), agent clandestin de la DGSE
- Florence Loiret Caille : Marie-Jeanne Duthilleul, directrice du bureau des légendes

### Rôles secondaires
- Jonathan Zaccaï : Raymond Sisteron, agent du Bureau des légendes
- Mathieu Amalric : JJA (initiales de James Jesus Angleton, directeur du service de contre-espionnage de la CIA de 1954 à 1974), directeur de la Sécurité
- Artus : Jonas Maury, analyste du bureau Syrie
- Gilles Cohen : Marc Lauré, dit « MAG » (Moule à gaufres), directeur du Renseignement
- Irina Muluile : Daisy Bappé[1], dite « La Mule » (seul Henri Duflot semble connaitre son vrai prénom, qu'il utilise à sa demande, pour la remercier d'un cadeau, lors de l'épisode 5 de la saison 3), agent de soutien logistique de la DGSE
- Stefan Godin : Pierre de Lattre de Tassigny, directeur général de la Sécurité extérieure
- Jules Sagot : Sylvain Ellenstein, responsable technique du Bureau des légendes
- Alexeï Gorbounov : Mikhaïl Karlov, officier supérieur du FSB
- Nabiha Akkari : Safia, analyste bureau Égypte
- Anne Azoulay : Liz Bernstein, agent de la direction de la Sécurité, amante de Sisteron
- Stefan Crepon : César (Pacemaker), technicien informatique de la direction technique
- Grégory Fitoussi : Jean-Paul
- Patrick Ligardes : Marcel Gaingouin, directeur des Opérations
- Vincent Menjou Cortes : Beres
- Franck Monsigny : analyste Russie
- Dinara Droukarova : Véra Chupak, agent du FSB
- Laurent Grévill : Michel Ponte, directeur du Renseignement (après la démission de Marc Lauré)
- Surho Sugaipov : Mikhaïl Chikovani, dit « Misha »
- Mariana Spivak : Samara, amante de Guillaume Debailly
- Nicolas Cazalé : Abu Muftaris (Iode 2) (épisode 3)
- Oscar Copp : Iode 3, djihadiste français
- Zineb Triki : Nadia El Mansour
- Alba Gaïa Bellugi : Prune Debailly
- Sadek : Malik

## Épisodes
| N° | Titre      | Réalisation                                                     | Scénario | Première diffusion | Audiences |
| --- | ---------- | --------------------------------------------------------------- | --- | ------------------ | --------- |
| 31 | Épisode 1  | Pascale Ferran (co-réalisation étranger : Antoine Chevrollier)  | Éric Rochant, Cécile Ducrocq, Camille de Castelnau, Claire Lemarechal, avec la collaboration de Dominique Baumard       | 22 octobre 2018    | N/A       |
| Jonas feint de chercher Abu Amar en interrogeant un prisonnier en Turquie. Il traque des djihadistes français dirigés par Iode 1, qui menacent la France. Les commandos interceptent et tuent Iode 1. Le gouvernement français lâche la révolte kurde, qui se fait bombarder par les forces turques. Escogriffe, l'amie kurde de Sisteron fait partie des victimes. Malotru est traqué par la DGSE et par la CIA. Repéré à Moscou, où il travaille, il veut négocier son retour en France. JJA, surnom du nouveau directeur du service de sécurité interne à la DGSE, lance un audit du Bureau des Légendes et de sa nouvelle directrice, Marie-Jeanne. Il a la ferme intention de couper des têtes, après la trahison de Malotru. Il propose à Moule à gaufres de démissionner, lequel quitte le service. Marie-Jeanne s'interroge sur sa méthode de direction. Le bureau épaule Ellenstein d'un jeune prodige de l'informatique : César. Raymond Sisteron se forme à la cyber sécurité, pour préparer un clandestin en Russie, dans le centre de cryptographie Boulgakov. Marina est désignée sous le pseudonyme de Libellule. La DGSE accepte de laisser la CIA arrêter Guillaume Debailly en Russie. Guillaume s'échappe. Il appelle et laisse un message vocal à Henri Duflot. |            |                                                                 | |                    |           |
| 32 | Épisode 2  | Anna Novion (co-réalisation étranger : Antoine Chevrollier)     | Éric Rochant, Camille de Castelnau, Claire Lemarechal, Capucine Rochant, Vincent Mariette                               | 22 octobre 2018    | N/A       |
| Guillaume rend visite à la femme de l'agent du FSB qui lui a sauvé la vie chez Daech. Il travaille comme cuisinier. Sans nouvelle de la DGSE, il sort de sa clandestinité, envoie un message codé à Henri Duflot. Il se fait repérer par le FSB, les services secrets russes, partagés quant à ses intentions. Michel Ponte prend la succession de Marc Lauré (Moule à gaufres). Il ordonne de cesser de rechercher Malotru. Guillaume fait la connaissance de Samara, une charmante russe gérante de supermarché. Liz interroge les agents, interroge Sisteron sur sa relation avec Escogriffe et sème la zizanie entre lui et Marie-Jeanne. Marina (Rocambole), clandestin dans un centre de recherche russe, Boulgakov, fait ses premiers pas dans le milieu informatique underground. Elle sympathise avec les jeunes informaticiens, qui effacent ses photos. Jonas soupçonne, après la mort de Iode 1, que sa mission dissimule une opération homo visant à abattre les djihadistes qu'il traque. Michel Ponte le met en garde et l'invite à quitter le service en cas de doute. Guillaume est arrêté par le FSB. |            |                                                                 | |                    |           |
| 33 | Épisode 3  | Antoine Chevrollier (co-réalisation France : Anna Novion)       | Éric Rochant, Camille de Castelnau, Claire Lemarechal, Capucine Rochant, Gaëlle Bellan                                  | 29 octobre 2018    | N/A       |
| Accusé d'espionnage par le FSB, Guillaume Debailly est jeté en pâture aux détenus d'une prison, qui reçoivent interdiction de le tuer. Ils le passent à tabac. Il obtient la protection du chef de la cellule. En France, la DGSE tente de comprendre les risques avant d'intervenir. Marie-Jeanne exploite les messages vocaux du téléphone d'Henri Duflot. Elle estime que la DGSE pourrait le sauver, contre son infiltration dans le FSB. JJA s'y oppose. La DGSE met Guillaume à l'épreuve. Le téléphone de Marina, piraté, est utilisé pour une attaque informatique contre le Centre Boulgakov. Elle est victime d'un hacker. En Irak, Jonas soupçonne un djihadiste arrêté d'être Iode 2, qui serait un cerveau djihadiste. Il l'interroge, en vain, puis démasque le dissimulateur en le provoquant. Et découvre un réseau de collecte de fonds terroristes, passant par une ONG française. Sisteron se lie avec Liz. Il reproche à Marie-Jeanne de l'avoir envoyé au Liban, pour que Guillaume Debailly profite de lui pour s'enfuir. Guillaume Debailly sort de prison : Karlov, officier supérieur du FSB, le rencontre. Il lui exprime franchement sa situation et ses souhaits : donner des renseignements pour retourner en France, dans une négociation. Il retrouve Samara. Marina se fait agresser et dépouiller dans sa chambre. Marie-Jeanne se plaint des méthodes de Liz à JJA. Ce dernier lui déclare qu'elle est nocive pour la DGSE et qu'elle devrait démissionner. |            |                                                                 | |                    |           |
| 34 | Épisode 4  | Anna Novion                                                     | Éric Rochant, Quoc Dang Tran, Dominique Baumard avec la collaboration d’Alexandre Smia                                  | 29 octobre 2018    | N/A       |
| Karlov, du FSB, exige la collaboration de Guillaume Debailly pour recruter Nadia el Mansour. Il est déçu. Pour le satisfaire, Malotru étudie comment approcher un agent cyber francais, en sollicitant l'aide de la DGSE. Marie-Jeanne lui apprend qu'Henri Duflot est mort en allant négocier sa libération. Il entame une relation amoureuse avec Samara. Marie-Jeanne cherche conseil auprès de Marc Lauré (Moule à gaufres), recasé avec bonheur dans le privé, qui confirme : il a démissionné sous la pression de JJA. Il s'est senti coupable. Il lui prédit que ce sera bientôt son tour. Elle rassure Raymond Sisteron. Ellenstein lui dit que Malotru est comme un virus. À la suite de son agression, Marina porte plainte. Un agent du FSB, déjà rencontré à Vienne, lui demande de ne pas parler de son agression par les réseaux sociaux. Elle se rapproche de Misha, qui utilise un logiciel qui permet d'identifier des personnes dans un lieu public. Un informaticien du centre travaille sur un programme d'influence des électeurs. À Paris, Jonas recrute Safia, une analyste de la DGSE du bureau Egypte, pour infiltrer un réseau de financement islamiste à Sevran. Il cherche un Collecteur de fonds, qui reçoit et distribue aux djihadistes les fonds passant par une ONG (Avenir d'enfance Syrie). Sous légende, Safia se rend dans les locaux de l'ONG. Le Collecteur de fonds est à Mossoul. Marie-Jeanne propose à Guillaume de vendre Sylvain Ellenstein au FSB. |            |                                                                 | |                    |           |
| 35 | Épisode 5  | Antoine Chevrollier (co-réalisation France : Anna Novion)       | Éric Rochant, Raphaël Chevènement, Dominique Baumard avec la collaboration d’Alexandre Smia et Anne Costa de Beauregard | 5 novembre 2018    | N/A       |
| César et Ellenstein accèdent au site de Deus, en Russie, pour télécharger le programme mystérieux qui était dans le téléphone de Marina/Rocambole. Les hackers de Deus sont en relation avec les experts russes du centre de recherche Boulgakov. Karlov renvoie Guillaume Debailly en prison, avec une condamnation pour pédophilie. Guillaume lui propose de recruter un agent de la DGSE, expert en informatique : Ellenstein. Marie-Jeanne explique au directeur général de la DGSE que Guillaume Debailly est le point d'entrée pour introduire une taupe au FSB. JJA s'oppose à cette proposition. L'opération s'engage ; l'audit du bureau des Légendes est suspendu. À Mossoul, Jonas et Jean-Paul fouillent des maisons à la recherche du Collecteur, aidés par les forces spéciales turques, dans un quartier abandonné, cerné par des snipers et des drones de Daech. Jonas, choqué par l'interrogatoire d'un jeune sunnite, est défendu par Jean-Paul. Ce dernier utilise un détecteur de présence à travers les murs. Blessé, le Collecteur de fonds est interrogé par Jonas. Abu Ahmad est à Rakka. Marina s'absente du centre Boulgakov, au grand regret de Misha, qui tente de l'embrasser. À la DGSE elle reçoit un équipement informatique sécurisé. Guillaume poursuit sa relation amoureuse avec Samara. Il convainc le FSB de l'intérêt d'Ellenstein. Raymond Sisteron et Ellenstein proposent à César un poste de clandestin au centre Boulgakov, avec l'identité d'Ellenstein. Rentrée à Moscou, Marina commence une relation amoureuse avec Misha.                                                                                      |            |                                                                 | |                    |           |
| 36 | Épisode 6  | Laïla Marrakchi (co-réalisation étranger : Antoine Chevrollier) | Éric Rochant, Capucine Rochant, avec la collaboration de Dominique Baumard et Alexandre Smia                            | 5 novembre 2018    | N/A       |
| Sous le contrôle de Karlov, suspicieux et hostile , Guillaume Debailly amorce le recrutement d'Ellenstein. À la DGSE, Sisteron entraîne César à postuler au centre Boulgakov. César se fait piéger par la Mule. Sisteron estime que César n'est pas prêt à partir en mission clandestine ; il ne saura pas tenir sa légende. À Rakka encore occupé par Daech, Jonas et Jean-Paul se joignent à un bataillon de femmes yézidies, toutes martyrisées par des djihadistes, pour traquer le djihadiste français Iode 3. Le groupe progresse vers un hôpital tenu par Daech, en traversant un champ de mines. L'hôpital repris, l'une d'elle meurt à côté de Jonas, qui garde son foulard. L'examen des prisonniers ne donne rien : les djihadistes étrangers sont partis à Damas ; et sans doute morts. Karlov fait chanter Samara pour qu'elle espionne Guillaume Debailly. Elle se confie à Guillaume. Ce dernier fait pression sur Karlov pour qu'il cesse d'importuner Samara. César part pour la Russie. La Mule confie ses doutes à JJA. |            |                                                                 | |                    |           |
| 37 | Épisode 7  | Antoine Chevrollier                                             | Éric Rochant, Joëlle Touma, Dominique Baumard                                                                           | 12 novembre 2018   | N/A       |
| À Moscou, Guillaume Debailly accueille chez lui César qui a pris l'identité d'Ellenstein. Leur rencontre est filmée et analysée par Karlov et par une psychologue qui tentent, sans succès, de démêler le vrai du faux. César annonce à Guillaume que sa mission est très prioritaire. JJA découvre une faille dans la légende de César : il ne sait pas déchiffrer une partition musicale mais doit pouvoir dire comment il a parlé de musique avec l'ambassade russe de Syrie. Il alerte le Bureau des Légendes. Le bureau appelle César et lui passe la symphonie n°7 de Chostakovitch. À Damas, les autorités syriennes refusent d'ouvrir la morgue à Jonas et à Jean-Paul, qui cherchent le corps d'Iode 3. Elles estiment la presse française trop hostile à Bachar el Assad. Jonas recrute un informateur, qui accède aux djihadistes français morts. Iode 3 est introuvable. César rencontre Karlov, qui se fait passer pour le représentant du centre Boulgakov. César passe au détecteur de mensonges. Puis César et Guillaume répondent en même temps, avec succès, à des questions sur Paul Lefebvre. César est testé sur la symphonie de Chostakovitch. Il rencontre Igor, l'expert du centre Boulgakov. Guillaume avoue son passé à Samara. |            |                                                                 | |                    |           |
| 38 | Épisode 8  | Pascale Ferran                                                  | Éric Rochant, Olivier Dujols                                                                                            | 12 novembre 2018   | N/A       |
| César rentre à Paris. Il n'envisage pas de passer deux années en Russie. Marie-Jeanne est contrariée par cet échec. Karlov propose à Guillaume Debailly de travailler pour le FSB, à Moscou, dans de bonnes conditions. Ellenstein, Sisteron, comme tous les agents du Bureau des Légendes, doivent répondre à un questionnaire de sécurité à charge contre Marie-Jeanne. JJA souhaite l'utiliser pour l'acculer à la démission lors d'une réunion des directeurs. Marina, mise en sommeil, ressasse ses mauvais souvenirs d'Iran. Elle ne voudrait pas qu'un malheur frappe Misha, à cause de la DGSE, qui va le contacter. Marina craint une fois encore d'être celle par qui le malheur arrive. Elle accompagne Misha à un congrès de hackers, en Ukraine. Il lui est proposé de communiquer des données, illégalement, en implantant un programme dans le système du centre Boulgakov. Il demande conseil à Marina, qui lui conseille d'accepter. Raymond couche avec Liz Bernstein. Elle lui conseille de prendre ses distances avec Marie-Jeanne. Lors de la réunion de direction, JJA fait l'éloge de Marie-Jeanne, avant d'exposer les carences du Bureau des légendes. La cause : l'obsession de récupérer Malotru. Il annonce de prochaines victimes dans l'opération Pacemaker. Marie-Jeanne défend l'opération et propose de retirer Marina/Rocambole. Marie-Jeanne se remémore le départ de Malotru en Syrie, et ses doutes à l'égard de ce dernier. Ponte doit décider du sort de Marie-Jeanne : la mission Pacemaker sera sa dernière. Karlov demande à Guillaume de désigner des agents de la DGSE vivant en Russie. Il indique Marina Loiseau. |            |                                                                 | |                    |           |
| 39 | Épisode 9  | Éric Rochant                                                    | Éric Rochant, Dominique Baumard avec la collaboration d’Olivier Dujols                                                  | 19 novembre 2018   | N/A       |
| Prévenue par Guillaume, la DGSE envoie Sisteron par avion pour intercepter Marina avant la frontière russe. Il la prévient qu'elle a été dénoncée, afin de servir une autre mission, plus importante. Elle a le choix entre rentrer en France ou se faire arrêter par le FSB à la frontière russe. Elle reprend la route et avoue sa situation à Misha, incrédule. Ils sont tous deux arrêtés par le FSB. Karlov autorise Guillaume à retourner en France. Il dit adieu à Samara et revient en France, prisonnier. Il est mis au secret. Jonas a perdu la trace d'Iode 3. Il exploite, par l'intelligence artificielle, des images de réfugiés qui entrent en Europe pour tenter de le retrouver. JJA interroge Guillaume Debailly, qu'il soupçonne de travailler pour le FSB. JJA a formé Guillaume. Jonas interroge Debailly sur le djihadiste français roux. Iode 3 serait en Tunisie. Karlov interroge Marina. Au Luxembourg, Ponte négocie la libération de Marina, contre des agents russes. JJA suggère d'envoyer Malotru, le traître utile, protéger sa récupération dans une zone troublée. En Tunisie, Jonas participe à l'arrestation de Iode 3, qui monte dans sa voiture avec un gilet explosif. Jean-Paul lui sauve la vie. JJA propose au directeur général que Guillaume ne revienne pas de sa mission de récupération de Marina en Russie. |            |                                                                 | |                    |           |
| 40 | Épisode 10 | Éric Rochant                                                    | Éric Rochant, Olivier Dujols                                                                                            | 19 novembre 2018   | N/A       |
| En Tunisie, Jonas interroge habilement Iode 3. Il l'accuse de lâcheté et le menace de diffuser publiquement le film de son arrestation, en échange d'informations sur l'attentat en préparation. En Ukraine, Guillaume Debailly se rend au lieu d'échange pour récupérer Marina. Guillaume lui ayant causé deux emprisonnements, elle se montre hostile à son égard. En chemin de retour, leur escorte dévie de l'itinéraire convenu avec la DGSE. Marina alerte Sisteron en Farsi. Ellenstein décrypte les téléphones de l'escorte, laquelle communique avec les Américains. Marina et Guillaume s'arrêtent dans une maison. L'escorte les sépare. Guillaume est drogué et allongé dans une grange ; l'escorte y met le feu. À Paris, comprenant que la vie de Guillaume est menacée, Marie-Jeanne affronte JJA et Michel Ponte. À Paris, Jonas contacte Price, le correspondant d'Iode 3, au moyen d'un code. Il cherche l'emplacement de la planque et des armes, contre de l'argent. Marina retrouve Sisteron. JJA soutient qu'il faut laisser les Américains tuer Guillaume Debailly. Marie-Jeanne demande de le sauver. Michel Ponte laisse faire les Américains. L'attentat à Paris est déjoué. César repart en Russie. |            |                                                                 | |                    |           |

## Production
Eric Rochant écrit le personnage de Karlov en ayant en tête Alexeï Gorbounov, qu'il a découvert avec le film 12 et embauché dans Möbius.
À la fin de la première scène de l'épisode 1, pendant laquelle Marie-Jeanne et Sisteron se recueillent devant la tombe de Duflot, la tombe surmontée d'une copie de Psyché ranimée par le baiser de l'Amour qui apparaît à l'occasion d'un mouvement de caméra est celle du marchand d'art à la mort tragique d’Alain Lesieutre, au cimetière du Montparnasse.